# Perilissus spilonotus
Perilissus spilonotus là một loài tò vò trong họ Ichneumonidae.